# Zollamt (Greenock)

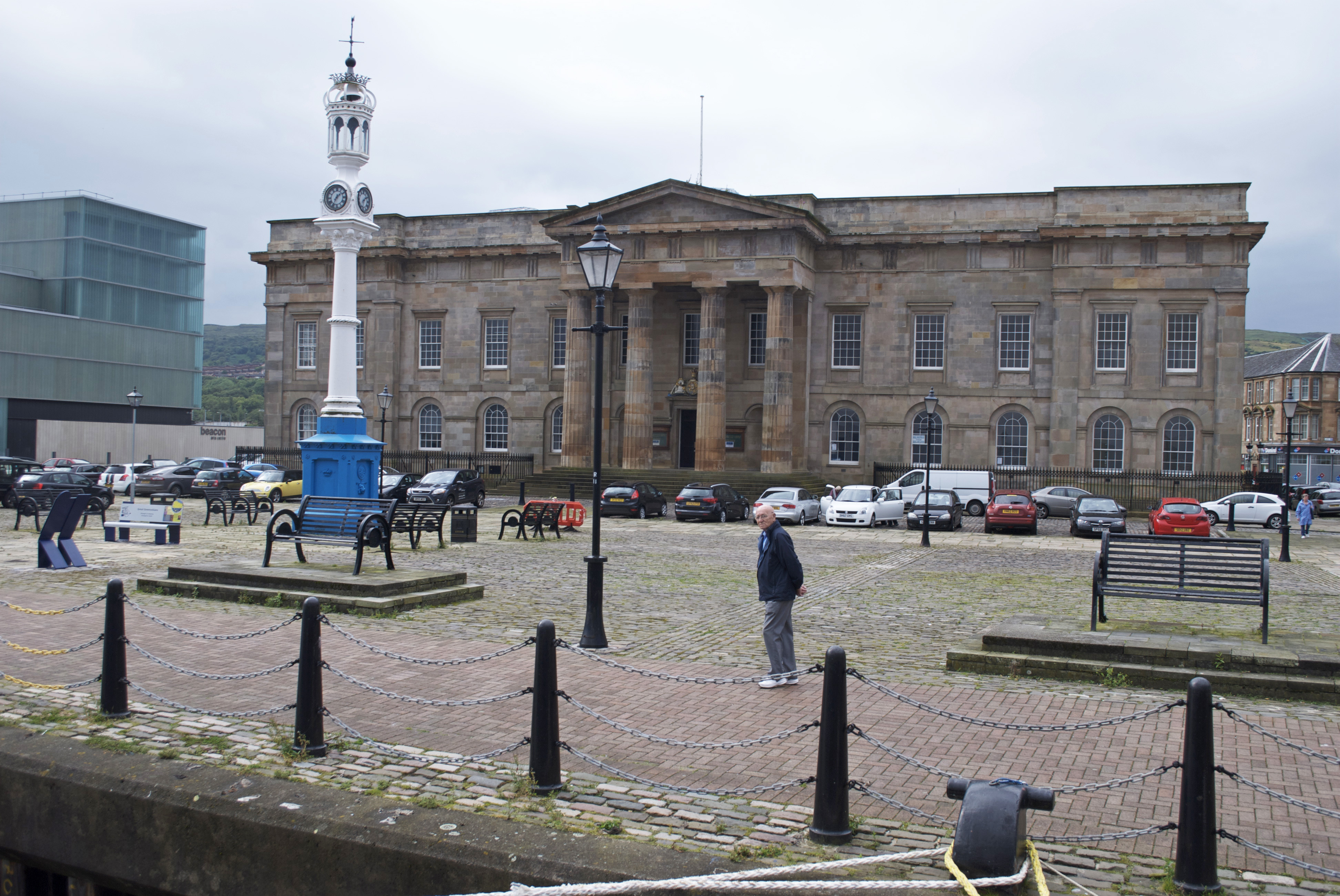
Ehemaliges Zollamt im Hafen von Greenock

Das Zollamt von Greenock ist ein ehemaliges Dienstgebäude der britischen Zollbehörden in der schottischen Stadt Greenock in Inverclyde. 1971 wurde das Bauwerk in die schottischen Denkmallisten in der höchsten Kategorie A aufgenommen.

## Geschichte
Das Gebäude diente der zollrechtlichen Abfertigung am internationalen Hafen der Stadt. Als Architekt wurde William Burn mit der Gestaltung des Gebäudes betraut. Die Bauarbeiten wurden von Kenneth Mathieson ausgeführt und schlugen mit insgesamt rund 30.000 £ zu Buche. Von seiner Fertigstellung im Jahre 1818 bis April 2011 diente es als Zollamt. Damit gehörte es lange Zeit zu den letzten historischen Zollämtern im Vereinigten Königreich, das noch seinem ursprünglichen Zwecke diente. Nach dem Auszug übernahm das privatwirtschaftliche Unternehmen Riverside Inverclyde das Gebäude.

## Beschreibung
Es handelt sich um ein zweistöckiges Gebäude, das zu Bauzeiten etwa im Zentrum der Hafenanlagen von Greenock neben dem James Watt College gelegen war. Die aufwändig mit dorischen Säulen gestaltete Gebäudefront ist nach Nordosten dem Firth of Clyde zugewandt. Eine schlichte Treppe führt zu den Eingangstüren. Ebenso wie die Gebäuderückseite ist die Fassade symmetrisch aufgebaut mit Fenstern auf 13 vertikalen Achsen. Ein weiteres Portal befindet sich an der Südostseite, welches dem vorigen nachempfunden ist.